# العلاقات البالاوية البوليفية
العلاقات البالاوية البوليفية هي العلاقات الثنائية التي تجمع بين بالاو وبوليفيا.

## مقارنة بين البلدين
هذه مقارنة عامة ومرجعية للدولتين:
| وجه المقارنة                                              | بالاو                         | بوليفيا                                          |
| --------------------------------------------------------- | ----------------------------- | ------------------------------------------------ |
| المساحة (كم2)                                             | 465                           | 1.10 مليون                                       |
| عدد السكان (نسمة)                                         | 21.73 ألف                     | 11.05 مليون                                      |
| الكثافة السكانية (ن./كم²)                                 | 4.67 ألف                      | 10.05                                            |
| العاصمة                                                   | نغيرولمود، كورور              | سوكري، لاباز                                     |
| اللغة الرسمية                                             | لغة إنجليزية، اللغة البالاوية | اللغة الإسبانية، اللغة الأيمرية، كتشوا، غوارانية |
| العملة                                                    | دولار أمريكي                  | بوليفاريو بوليفي                                 |
| الناتج المحلي الإجمالي (بليون دولار)                      | 291.54 مليون                  | 37.51 مليار                                      |
| الناتج المحلي الإجمالي (تعادل القوة الشرائية) بليون دولار | 326.12 مليون                  | 74.58 مليار                                      |
| الناتج المحلي الإجمالي الاسمي للفرد دولار أمريكي          | 13.50 ألف                     | 3.08 ألف                                         |
| الناتج المحلي الإجمالي للفرد دولار أمريكي                 | 14.76 ألف                     | 6.63 ألف                                         |
| مؤشر التنمية البشرية                                      | 0.780                         | 0.662                                            |
| رمز المكالمات الدولي                                      | +680                          | +591                                             |
| رمز الإنترنت                                              | .pw                           | .bo                                              |
| المنطقة الزمنية                                           | ت ع م+09:00                   | 00                                               |

## منظمات دولية مشتركة
يشترك البلدان في عضوية مجموعة من المنظمات الدولية، منها:
| علم المنظمة | اسم المنظمة                        | تاريخ انضمام بالاو | تاريخ انضمام بوليفيا |
| ----------- | ---------------------------------- | ------------------ | -------------------- |
|             | البنك الدولي للإنشاء والتعمير      | 16 ديسمبر 1997     | 27 ديسمبر 1945       |
|             | مؤسسة التنمية الدولية              | 16 ديسمبر 1997     | 21 يونيو 1961        |
|             | منظمة حظر الأسلحة الكيميائية       | ?                  | ?                    |
|             | الأمم المتحدة                      | 15 ديسمبر 1994     | 14 نوفمبر 1945       |
|             | وكالة ضمان الاستثمار متعدد الأطراف | 16 ديسمبر 1997     | 3 أكتوبر 1991        |
|             | يونسكو                             | 20 سبتمبر 1999     | 13 نوفمبر 1946       |
|             | مؤسسة التمويل الدولية              | 16 ديسمبر 1997     | 20 يوليو 1956        |

## وصلات خارجية
- موقع وزارة الخارجية البوليفية